# Суперкубок Чернівецької області з футболу
Суперку́бок Чернівецької області з футболу — обласні футбольні змагання серед аматорських команд. Проводиться під егідою Асоціації футболу Чернівецької області. Переможця розігрують між собою чемпіон (або срібний призер) та володар кубка Чернівецької області з футболу.

## Усі переможці
| Сезон | Володар                         | Фіналіст                            | Рахунок       | Пос.   |
| ----- | ------------------------------- | ----------------------------------- | ------------- | ------ |
| 2011  | ФК «Банилів» (с. Банилів)       | ФК «Колос» (м. Новоселиця)          | 6:0           | [ 1 ]  |
| 2012  | ФК «Глибока» (м. Глибока)       | ФК «Банилів» (с. Банилів)           | 1:0           | [ 2 ]  |
| 2013  | ФК «Новоселиця» (м. Новоселиця) | ФК «Маяк» (с. Великий Кучурів)      | 2:2, пен. 4:2 | [ 3 ]  |
| 2014  | ФК «Маяк» (с. Великий Кучурів)  | ФК «Зарінок» (с. Тисовець)          | 2:0           | [ 4 ]  |
| 2015  | ФК «Волока» (с. Волока)         | ФК «Маяк» (с. Великий Кучурів)      | 2:1           | [ 5 ]  |
| 2016  | ФК «Волока» (с. Волока)         | ФК «Іванківці» (с. Іванківці)       | 1:1, пен. 4:3 | [ 6 ]  |
| 2017  | ФК «Волока» (с. Волока)         | ФК «Університет» (м. Чернівці)      | 1:0           | [ 7 ]  |
| 2018  | ФК «Коровія» (с. Коровія)       | ФК «Неполоківці» (смт. Неполоківці) | 1:0           | [ 8 ]  |
| 2019  | ФК «Волока» (с. Волока)         | ФК «Неполоківці» (смт. Неполоківці) | 0:0, пен. 4:3 | [ 9 ]  |
| 2021  | ФК «Довбуш» (м. Чернівці)       | ФК «Брусниця» (с. Брусниця)         | 3:1           | [ 10 ] |